# Moringa oleifera
Pepparrotsträd  (Moringa oleifera) är en tvåhjärtbladig växtart som beskrevs av Jean-Baptiste de Lamarck. Pepparrotsträdet ingår i släktet Moringa och familjen Moringaceae. Inga underarter finns listade i Catalogue of Life.

## Bildgalleri

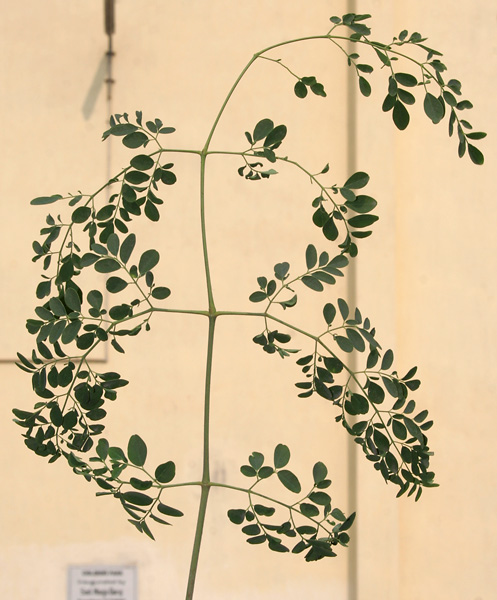
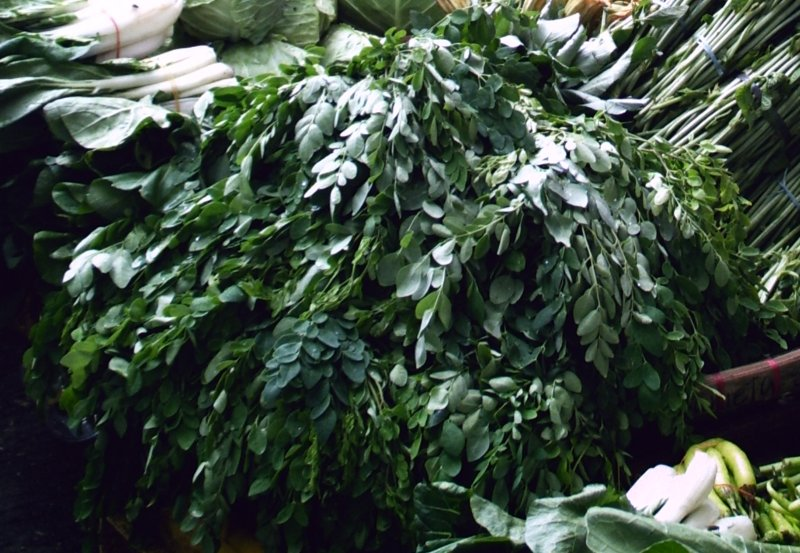
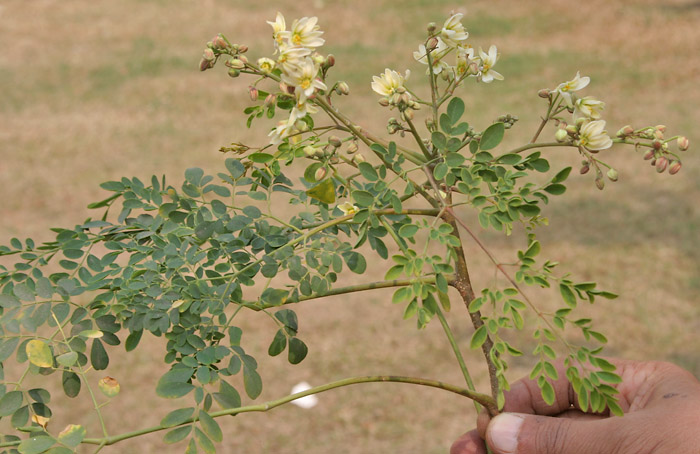
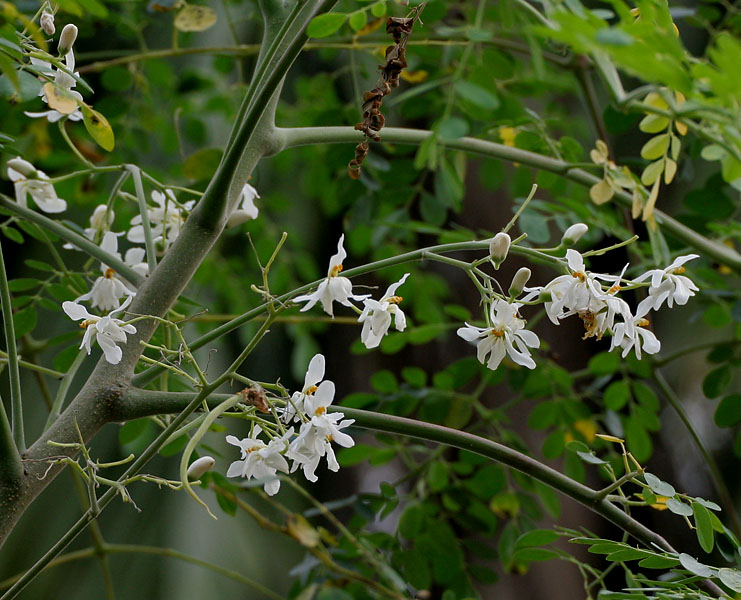
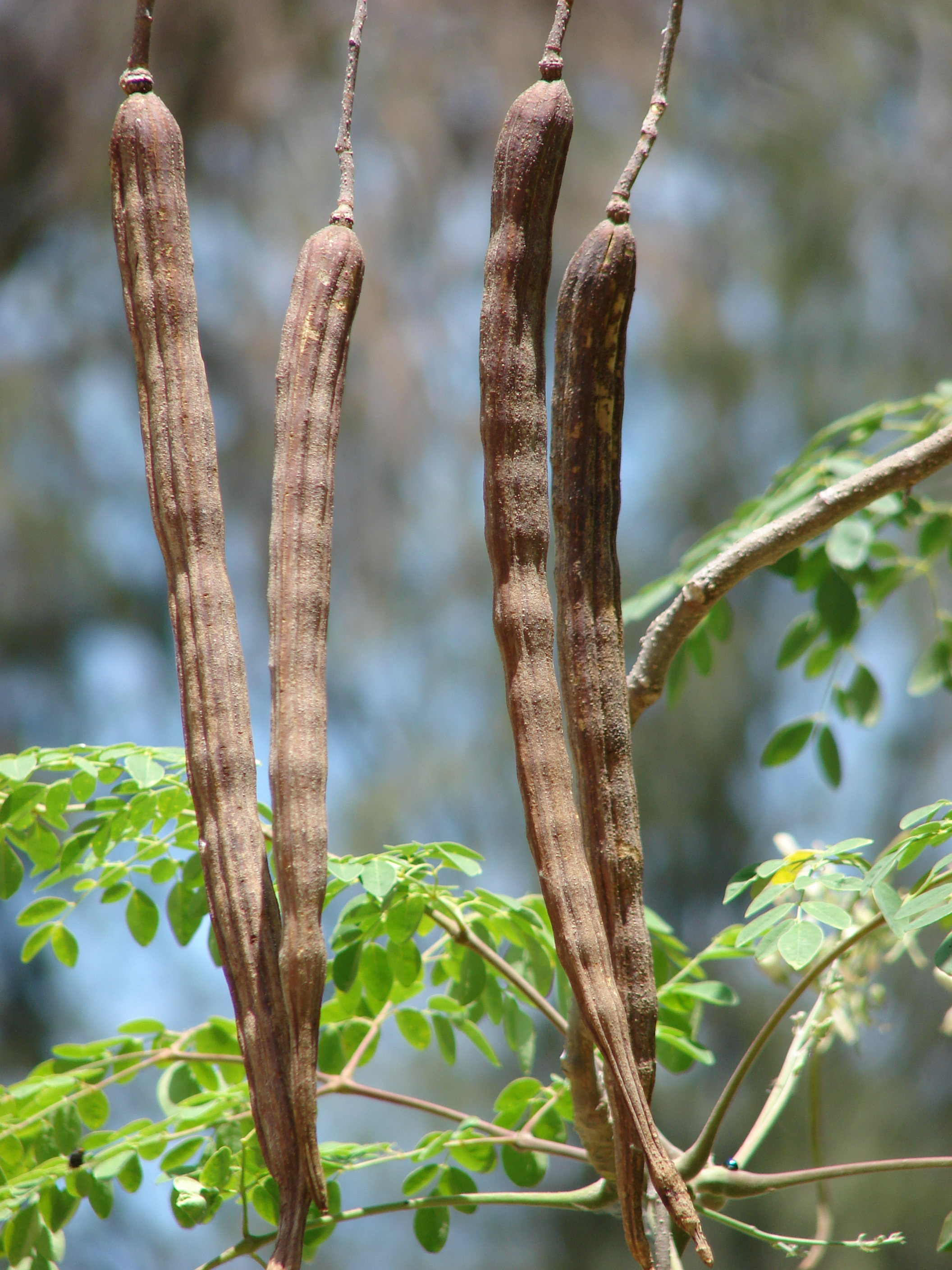